# Virginia Dare
Pour les articles homonymes, voir Dare.
Virginia Dare, née le 18 août 1587 dans la colonie de Roanoke et morte à une date inconnue, est le premier sujet du Royaume d'Angleterre à naître en Amérique. Elle doit son nom à la Virginie, l'État américain où elle est née. Ses parents sont Ananias Dare (en) et Eleanor White (en). La colonie où elle voit le jour est vide trois ans après, quand le gouverneur revient d'une visite en Angleterre : on ignore donc tout du reste de sa vie.

## Biographie
Peu de choses sont connues sur ses parents. Sa mère, Eleanor White, est née à Londres vers 1563 et est la fille de John White, le gouverneur de la colonie de Roanoke. Elle épouse Ananias Dare (né vers 1560), un maçon et tuilier à l'église Saint-Bride sur Fleet Street à Londres. Il fait lui aussi partie de l'expédition de Roanoke. Virginia Dare est l'une de deux enfants nés de colons en 1587 et la seule fille.
Rien d'autre n'est connu de la vie de Virginia Dare, car la colonie n'a pas duré. Le grand-père de Dare, John White part pour l'Angleterre en quête de ravitaillement à la fin de l'année 1587 après l'établissement de la colonie. Il n'est pas capable de revenir à Roanoke avant le 18 août 1590 à cause de la guerre entre l'Angleterre et l'Espagne et le besoin du pays des vaisseaux pour se défendre contre l'Armada espagnole. À son arrivée, il découvre que la colonie est abandonnée depuis longtemps. Les bâtiments se sont effondrés et les « maisons [sont] démontées ». Pire, White est incapable de retrouver la moindre trace de sa fille ou de sa petite-fille, ni des 80 hommes, des 17 femmes et des 11 enfants de la colonie. Elle devient alors la « Colonie perdue ».

## Le mystère de la «Colonie perdue»
Rien n'est certain concernant le devenir de Virginie Dare et des autres colons. Le gouverneur White ne découvre aucune trace de lutte ou de bataille dans les bâtiments effondrés. Le seul indice concernant leur devenir est un mot retrouvé gravé sur un poteau du fort : Croatoan. Les trois lettres CRO sont aussi retrouvées gravées sur un arbre proche. Toutes les maisons et les bâtiments sont démontés, ce qui prouve que leur départ ne se fit pas dans la précipitation. Avant de quitter la colonie, White leur a laissé l'instruction qu'en cas de problème, les colons devaient graver une Croix de Malte sur un arbre proche, indiquant que leur disparition fut forcée mais aucune croix n'est retrouvée. White pense alors que les colons ont déménagé vers l'île de Croatoan (aujourd'hui l'île Hatteras) mais est dans l'impossibilité de mener des recherches.
Il existe de nombreuses théories concernant le devenir des colons, la plus couramment acceptée est qu'ils ont demandé l'asile à une tribu indienne proche, se mariant avec les natifs ou étant tués. En 1607 John Smith et les autres membres de la colonie de Jamestown se mettent à la recherche d'information sur les colons de Roanoke. Un rapport indique que les survivants ont trouvé refuge chez les Indiens Chesapeake (tribu) (en) mais leur chef, Powhatan clame avoir attaqué la colonie et tué tout le monde. Powhatan présente plusieurs objets qui auraient appartenu aux colons à Smith, dont un canon de mousquet et un mortier en laiton. Toutefois, il n'existe aucune trace archéologique permettant de confirmer cette version. La colonie de Jamestown reçoit des rapports à propos de survivants de la Colonie perdue mais leurs recherches restent vaines. Finalement, ils concluent que tous les colons sont morts.
William Strachey, secrétaire de la colonie de Jamestown, écrit The History of Travel into Virginia Britannica en 1612 où il raconte qu'il existe des maisons à deux étages en briques dans les campements des Indiens Peccarecanick et Ochanahoen. Les Indiens aurait appris à construire ces maisons auprès des colons de Roanoke. Il rapporte aussi que des captifs européens existent dans les campements indiens à la même période. Strachey écrit aussi que quatre hommes anglais, deux enfants et une bonne ont été vus dans le village d'Eno près de Ritanoc, sous la protection d'un chef appelé Eyanoco. Les captifs sont obligés de battre le cuivre. Ils se sont échappés lors de l'attaque de la colonie vers la rivière Chaonoke (aujourd'hui la Chowan dans le Comté de Bertie en Caroline du Nord),,.

## Héritage moderne

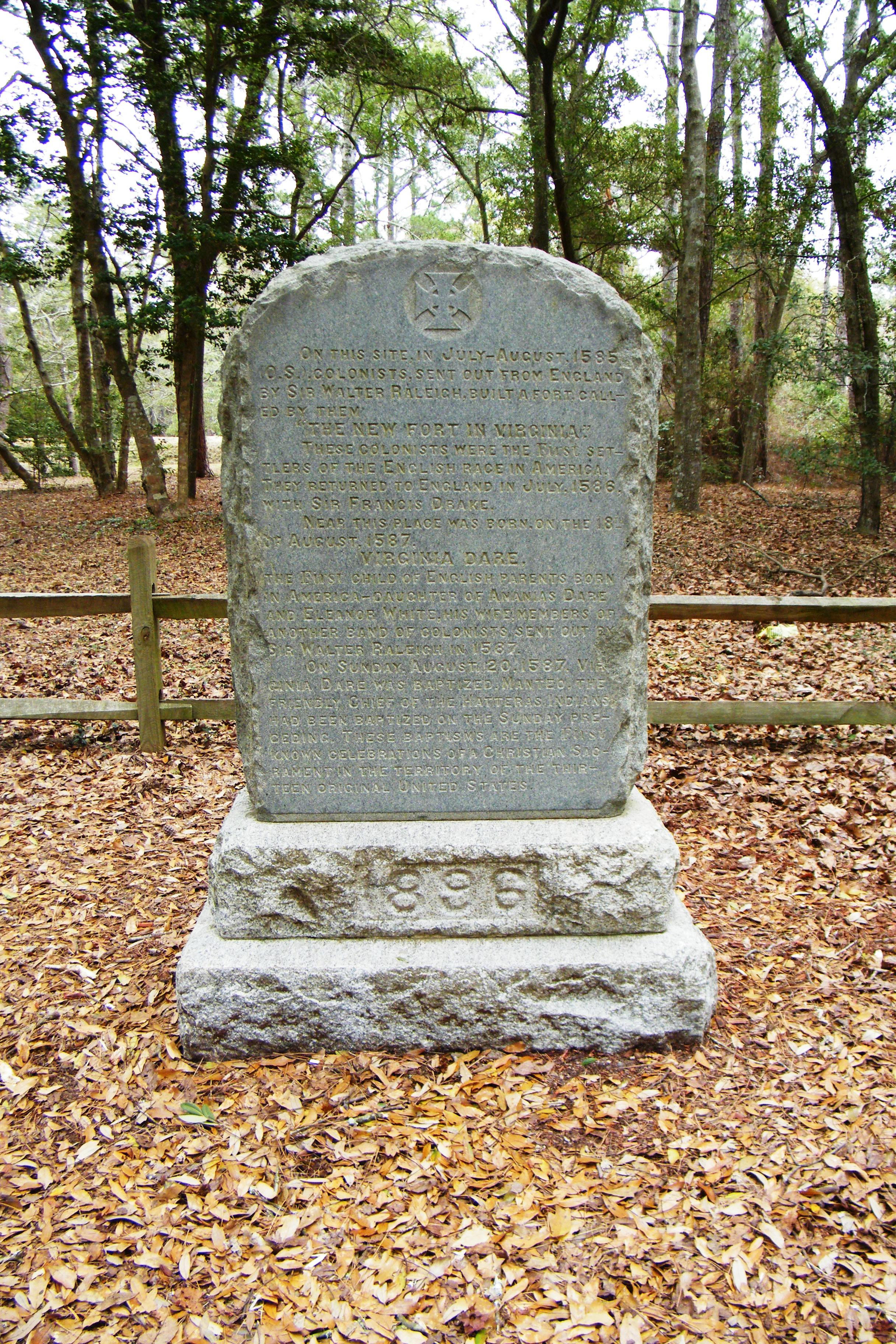
Le Virginia Dare Monument sur l'île Roanoke, en Caroline du Nord.

Depuis sa disparition il y a quatre cents ans, Virginia Dare est devenue une figure majeure du folklore et des mythes. Un article paru en 2000 dans le magazine de Caroline du Nord, News and Records, note qu'elle symbolise l'innocence et la pureté pour beaucoup d'Américains (surtout des sudistes), « un nouveau départ et l'espoir » ainsi que l'« aventure et la bravoure » dans un nouveau pays. Elle est aussi symbole de mystère en raison de l'incertitude quant à son sort.
Pour certains résidents de la Caroline du Nord, elle est un important symbole de l'État et le désir de rester un État à majorité européo-américain. Dans les années 1920, un groupe opposé au droit de vote des femmes est terrifié à l'idée que les femmes noires puissent voter. Un groupe de Raleigh exhorte à ce que « la Caroline du Nord reste blanche... au nom de Virginia Dare ». Aujourd'hui, le nom de Virginia Dare est utilisé par le site Internet VDARE, associé aux suprémacistes blancs,,, au nationalisme blanc,, et à l'alt-right,,. Anti-Immigration in the United States: A Historical Encyclopedia décrit VDARE comme « l'un des médias anti-immigration les plus prolifiques des États-Unis » et déclare qu'il est « très concerné par les questions de races dans le pays ».
Certaines personnes la voient aussi comme un symbole des droits des femmes. Dans les années 1980, les féministes de Caroline du Nord appellent les habitants à approuver l'Equal Rights Amendment et à «honorer Virginia Dare ».
Il existe un mémorial à sa mémoire à l'église Saint-Bride, où ses parents se sont mariés avant de partir pour le Nouveau Monde. La sculpture de bronze est créée par Claire Waterhouse en 1999.
La mort de Virginia et des autres colons est prétendument décrite sur une série de pierres gravées dites Pierres de Dare par Eleanor Dare et d'autres. Il est par la suite mis en évidence qu'il s'agit d'un canular.
En 1937, les États-Unis émettent une pièce commémorative d'un demi-dollar, décrivant Virginia Dare comme la première enfant anglaise née sur le territoire du Nouveau Monde. C'est aussi la première fois qu'un enfant apparaît sur une monnaie américaine,.

## Dans la culture populaire
- Elle est l'un des personnages du comic Marvel 1602 de Neil Gaiman[27].
- Elle fait son apparition dans Les Secrets de l'immortel Nicolas Flamel de Michaël Scott.
- Un personnage des Royaumes d'épines et d'os, un cycle de fantasy de l'écrivain américain Greg Keyes, est nommé d'après elle (Virgenya Dare)

## Sources
- (en) Cet article est partiellement ou en totalité issu de l’article de Wikipédia en anglais intitulé « Virginia Dare » (voir la liste des auteurs).